# Nina Nikolaevna Berberova
Nina Nikolaevna Berberova (in russo Ни́на Никола́евна Бербе́рова?; San Pietroburgo, 8 agosto 1901 – Filadelfia, 26 settembre 1993) è stata una scrittrice russa naturalizzata statunitense.
Fuggita giovanissima dalla Russia comunista nel 1922, raccontò le vite degli esuli russi anti-comunisti, rifugiati a Parigi, in racconti e romanzi; scrisse biografie di autori russi. Emigrò negli Stati Uniti nel 1950, dove divenne un'apprezzata accademica e traduttrice dal russo in inglese; la fama giunse solo in tarda età, quando in Francia le Éditions Actes Sud, a partire dal 1985, iniziarono la ripubblicazione delle sue opere, decretando finalmente il successo di pubblico e il riconoscimento critico.

## La vita
Nacque a San Pietroburgo, allora capitale dell'Impero russo, figlia unica di Nikolaj Ivanovič Berberov, un funzionario del Ministero delle Finanze, e di Natal'ja Ivanovna Berberova, nata Karaulova; il padre era armeno e la madre russa. Lascia l'URSS nel giugno del 1922, temendo per la persecuzione operata dai comunisti contro i borghesi, che il nuovo Regime considera nemici naturale della Rivoluzione. Dopo varie peregrinazioni - in Germania, Cecoslovacchia e Italia, dove fece parte dell'entourage di Maksim Gor'kij - si stabilisce a Parigi nel 1925, rimanendovi fino al 1950, anno in cui si trasferisce negli Stati Uniti, divenendo cittadina americana nel 1959.
Negli anni francesi si esprime la creatività  letteraria più intensa dell'autrice, specialmente nei racconti confluiti nell'opera Bijankurskie prazdniki (Биянкурские праздники, Chroniques de Billancourt, in edizione italiana Le feste di Billancourt).
Negli USA la scrittrice avvierà la sua carriera accademica prima alla Yale University e poi alla Princeton University, dal 1963 al 1971.
La storia di Berberova come scrittrice emigrée, prima a Berlino e poi a Parigi, indi negli Stati Uniti d'America, è da lei descritta nell'autobiografia dal titolo Kursiv moj, (Курсив мой, Il corsivo è mio), pubblicata nel 1969. Degli anni berlinesi è la biografia di Čajkovskij (Il ragazzo di vetro, 1936), tra i più interessanti approfondimenti psicologici della tormentata personalità dell'artista: l'autrice vi esplicita, per la prima volta, l'omosessualità del compositore, attirandosi numerose reazioni polemiche.
Nina Berberova è la voce poetante della melanconica vita degli emigrés russi, transfughi dalla Russia della rivoluzione, inadatti a integrarsi nella dura realtà di una nuova vita lontano dalla madrepatria, perduti nel sogno di un passato incantato: quello di una Russia spesso più immaginata che reale. Ella tornò una sola volta in Russia, dopo 65 anni, per un soggiorno di varie settimane, nel 1989 su invito dell'Unione degli Scrittori. Morì il 26 settembre 1993 a Filadelfia, in seguito alle complicazioni per una caduta.
Nel 1992 Claude Miller ha diretto il film L'accompagnatrice adattamento del libro omonimo. 

## Opere

### Romanzi
- Gli ultimi e i primi (Poslednie i pervye, 1930), traduzione di Silvia Sichel, Bagno a Ripoli, Passigli, 2002, ISBN 978-88-368-0732-1.
- La sovrana (Povelitel'nica, 1932), traduzione di Maurizia Calusio, Collana Piccola Biblioteca n.362, Milano, Adelphi, 1996, ISBN 978-88-459-1190-3.
- Senza tramonto (Bez zakata, 1938).
- Il Capo delle tempeste (Mys Bur', pubblicato nel  1950-51), traduzione di F. Bruno, Collana Narratori della Fenice, Milano, Guanda, 2009, ISBN 978-88-774-6803-1.

### Racconti
- Zoja Andreevna (1927), Milano, Guanda, 1996. [pubblicato in Le signore di Pietroburgo]
- Le feste di Billancourt (Biankurskie prazdniki, pubblicati tra il 1929-1938), traduzione di Maurizia Calusio, Collana Biblioteca n.287, Milano, Adelphi, 1994, ISBN 978-88-459-1066-1.
- Alleviare la sorte (Oblegčenie učasti, pubblicati tra il 1934-1941; I ed., 1949), traduzione di B. Osimo, Collana I Narratori, Milano, Feltrinelli, 1988, ISBN 978-88-070-1370-6.
- L'accompagnatrice (Akkompaniatorsha, 1934), traduzione di Leonella Prato Caruso, Collana I Narratori, Milano, Feltrinelli, 1987, ISBN 978-88-070-1338-6.
- Felicità (Kniga o ščasti, 1936), traduzione di Gabriele Mazzitelli, Collana Narratori della Fenice, Milano, Guanda, 1995, ISBN 978-88-774-6773-7. - Postfazione di Margherita Belgiojoso, Collana Tascabili, Milano, Guanda, 2024, ISBN 978-88-235-3420-9.
- Roquenval: cronaca di un castello (Rokanval. Hronika odnogo zamka, 1936), traduzione di Gabriele Mazzitelli, Milano, Guanda, 1992, ISBN 978-88-774-6549-8.
- Il lacchè e la puttana (Lakej i devka, 1937), traduzione di Donatella Sant'Elia, Collana Piccola Biblioteca n.269, Milano, Adelphi, 1991, ISBN 978-88-459-0824-8.
- Il pianto (Plach, 1941-42), 1988. [pubblicato con L'accompagnatrice]
- La resurrezione di Mozart (Voskresenie Mocarta, 1949), traduzione di Gabriele Mazzitelli, Milano, Guanda, 1991, 2004, ISBN 978-88-774-6483-5. - Milano, TEA, 1994.  [contiene anche: La scomparsa della Biblioteca Turgenev (Konec Turgenevskoj biblioteki); La grande città (Bolʹšoj gorod)]
- Il giunco mormorante (Mysljaščij trostnik, 1958), traduzione di Donatella Sant'Elia, Collana Piccola Biblioteca n.249, Milano, Adelphi, 1990, ISBN 978-88-459-0760-9.
- Il racconto delle nove città (titolo orig.: "In memoria di Schliemann", 'Pamjati Šlimana', 1958), traduzione di Gabriele Mazzitelli, Milano, Guanda, 1995, ISBN 978-88-774-6834-5. - prefazione di Maurizia Calusio, Collana Le Occasioni, Bagno a Ripoli, Passigli, 2009, ISBN 978-88-368-1117-5.
- Il male nero (Čërnaja Bolezn, 1959), traduzione di Gabriele Mazzitelli, Collana Prosa Contemporanea, Milano, Guanda, 1990, ISBN 978-88-774-6481-1.
- Le signore di Pietroburgo (Baryni), traduzione di Gabriele Mazzitelli, Collana Prosa contemporanea, Milano, Guanda, 1996, ISBN 978-88-774-6855-0.
- Dove non si parla d'amore e altri racconti, traduzione di Margherita Crepax, Collana Biblioteca n.333, Milano, Adelphi, 1997, ISBN 978-88-459-1280-1.

### Biografie
- Il ragazzo di vetro: Čajkovskij (Čajkovskij istoria odinokoi zisni, 1936), traduzione di Riccardo Mainardi, Parma, Guanda, 1993, 2019, ISBN 978-88-235-2297-8.
- Genio e regolatezza. Aleksandr Borodin (Borodin, 1936), traduzione di Stefania Pavan, Prefazione di Roman Vlad, Bagno a Ripoli, Passigli, 1993, ISBN 88-36-80-721-6.
- Un figlio degli anni terribili. Vita di Aleksandr Blok (Aleksandr Blok i ego vremia, 1947), traduzione di Dolores Musso, Collana Biblioteca della Fenice, Milano, Guanda, 2004, ISBN 978-88-774-6603-7.
- Storia della baronessa Budberg (Železnaja  ženščina. Rasskaz o žizni M. I. Zakrevskoj-Benkendorf-Budberg, o nej samoj i ee druz'jach, 1981), traduzione di Patrizia Deotto, a cura di Julia Dobrovol'skaja, La collana dei casi n.26, Milano, Adelphi, 1993, ISBN 978-88-459-0917-7.

### Saggistica
- Il caso Kravchenko (Process V. A. Kravčenko, 1949), traduzione di F. Bruno, Collana Testi e Documenti della Fenice, Milano, Guanda, 1991, ISBN 978-88-774-6532-0. - 2019, ISBN 978-88-235-2208-4.
- Nabokov e la sua Lolita (Nabokov i ego Lolita, 1959), traduzione di Silvia Sichel, Bagno a Ripoli, Passigli, 2002, ISBN 978-88-368-0720-8.
- Uomini e logge. I massoni russi del XX secolo (Ljudi i loži: Russkie masony XX stoletija), 1986.

### Autobiografia
- Il corsivo è mio (Kursiv moj, 1969; edizione integrale, 1983), traduzione di Patrizia Deotto, Collana Biblioteca n.205, Milano, Adelphi, 1989, ISBN 978-88-459-0667-1.
- Il quaderno nero (Čërnaia tetrad), traduzione di Patrizia Deotto, a cura di Julija Dobrovol'skaja, Collana Piccola Biblioteca n.453, Milano, Adelphi, 2000, ISBN 978-88-459-1562-8. [annotazioni espunte da Il corsivo è mio]

### Poesie
- Antologia Personale. Poesie 1921-1933 (Stikhi: 1921-1983; 1984), traduzione di Maurizia Calusio, Bagno a Ripoli, Passigli, 2004, ISBN 978-88-368-0786-4.
- Antologia Personale. Poesie 1945-1983 (Stikhi: 1921-1983; 1984), traduzione di Maurizia Calusio, Bagno a Ripoli, Passigli, 2006, ISBN 978-88-368-0947-9.